# Vivian Kubrick
Vivian Vanessa Kubrick (* 5. August 1960 in Los Angeles) ist eine amerikanisch-britische Komponistin. Sie ist die Tochter von Stanley und Christiane Kubrick.

## Leben
Bekannt wurde sie vor allem durch ihre Arbeit mit ihrem Vater Stanley Kubrick bei Full Metal Jacket, für dessen Soundtrack sie verantwortlich zeichnete. Für diesen Film verwendete sie jedoch statt ihres eigenen Namens das Pseudonym Abigail Mead, eigener Aussage nach auf dem Namen jenes Hauses basierend, in dem die Kubricks zwischen 1965 und 1979 lebten, Abbott's Mead (in der Nähe der Borehamwood Studios von MGM).
Als ihr Vater sie bat, Musik für Eyes Wide Shut zu schreiben, lehnte sie dies ab. Zu dieser Zeit hatte sie sich Scientology zugewandt, was zu einem Bruch mit Stanley Kubrick führte, der bis zu dessen Tode anhielt.

## Filmografie
Filmmusik
- 1987: Full Metal Jacket (als Abigail Mead)
- 1999: The Mao Game

Regie
- 1980: Making „The Shining“

Schauspielerin (jeweils nicht im Abspann genannt)
- 1968: 2001: Odyssee im Weltraum („Squirt“, Heywood Floyds Tochter)
- 1975: Barry Lyndon (Gast)
- 1980: The Shining (Rauchender Gast auf Sofa in Ballsaal)
- 1987: Full Metal Jacket (Kamerafrau an Massengrab)